# Wembley Festival
Das Internationale Festival of Country Music wurde 1968 vom Konzertveranstalter Mervyn Conn ins Leben gerufen. Jeweils am Osterwochenende fanden sich im Londoner Wembley-Stadion hochkarätige Country-Musiker zusammen, zunächst für zwei, später für drei und vier Tage. 
Das Wembley-Festival, wie es allgemein genannt wurde, war derartig erfolgreich, dass 1979 Ableger in verschiedenen europäischen Staaten gegründet wurden, darunter auch Deutschland (erstes Konzert 1979 in der Frankfurter Festhalle), Norwegen, die Niederlande und Finnland. Zum Erfolg trug auch das breite Medienecho bei. Insbesondere die Londoner BBC berichtete ausführlich sowohl im Radio als auch im Fernsehen. Das Festival hatte auch in den USA einen ausgezeichneten Ruf. Viele große Stars, wie etwa Johnny Cash, Roy Orbison oder Emmylou Harris scheuten nicht den weiten Weg nach Europa. Einige, wie zum Beispiel Boxcar Willie, schafften hier ihren Durchbruch.
Das Wembley Festival fand letztmals Anfang der 1990er Jahre statt.